# Bårdlav
Bårdlav (Nephroma parile) är en lavart som först beskrevs av Erik Acharius, och fick sitt nu gällande namn av Erik Acharius. Bårdlav ingår i släktet Nephroma och familjen Nephromataceae.  Arten är reproducerande i Sverige. Inga underarter finns listade i Catalogue of Life.

## Källor

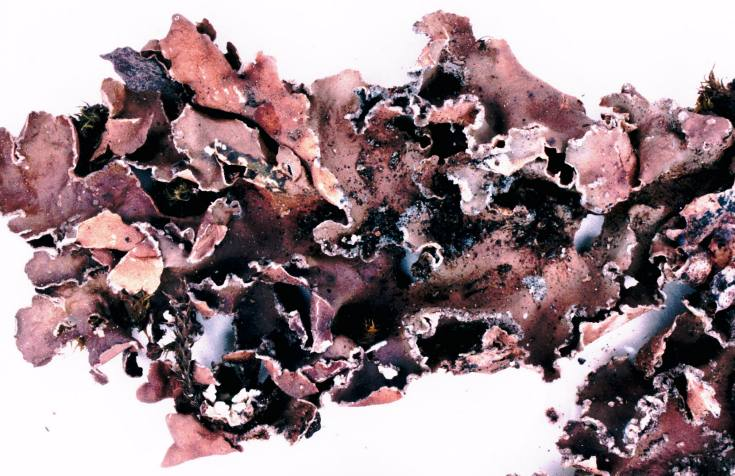
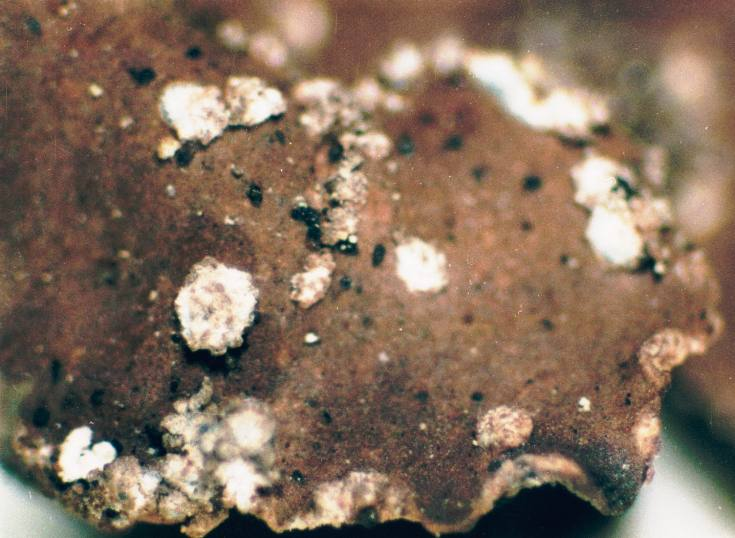
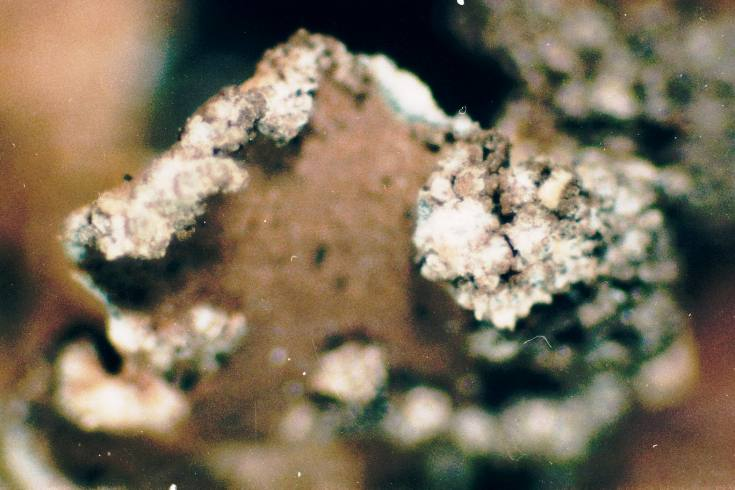
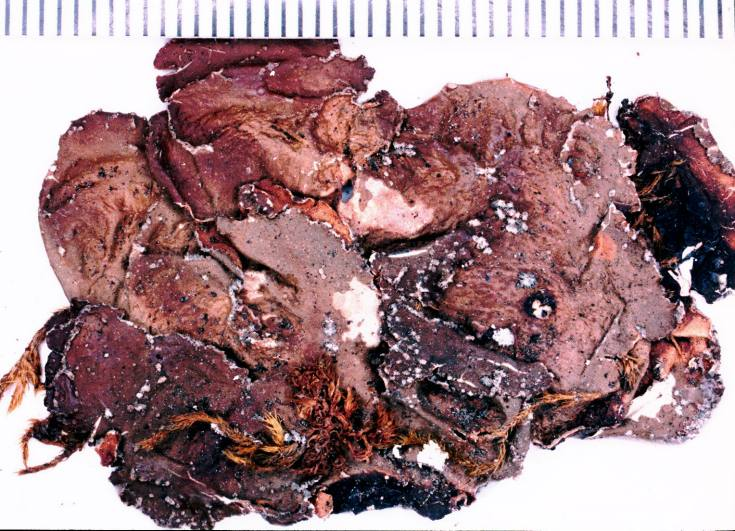
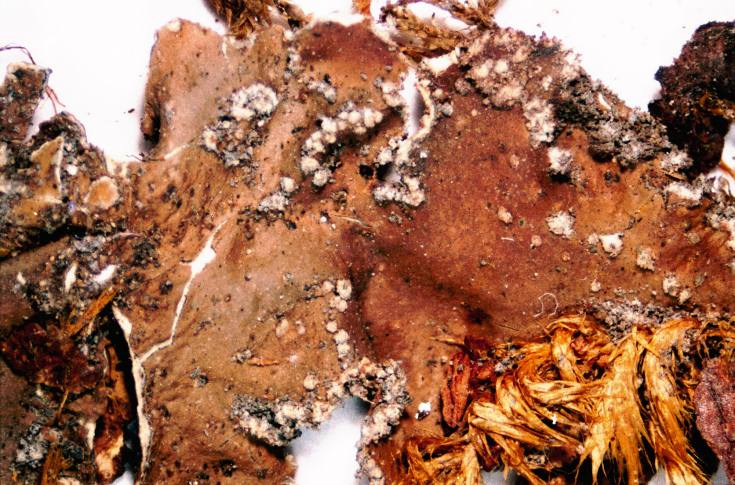
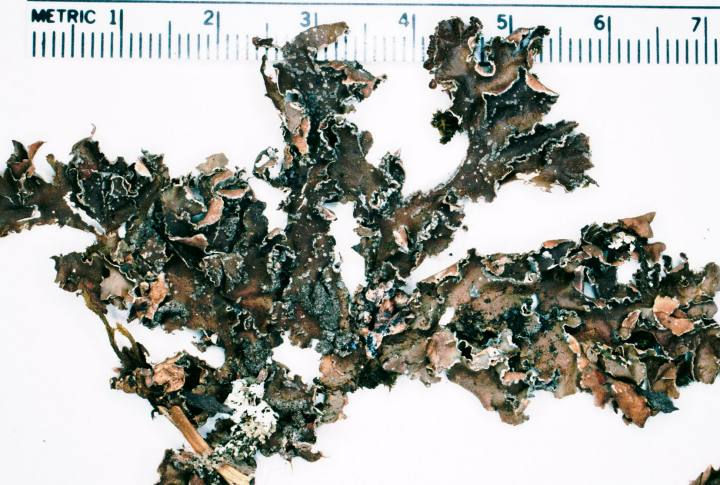